# Ringelland
Ringelland Habrkovice je malý zoopark v obci Záboří nad Labem nedaleko Kutné Hory v Česku. Nachází se v jihovýchodní části vesnice Habrkovice u silnice na Rohozec (okres Kutná Hora). Zoopark se zaměřuje na drezérskou práci, k čemuž majitele předurčuje celoživotní dráha drezéra šelem.

## Chovaná zvířata
V zooparku jsou chovány především velké šelmy: tygr ussurijský, tygr bily, lev, levhart, puma. Až do své smrti zde žil hroch Davídek, známý z cirkusového vystupování a filmů. Z menších zvířat jsou chovány kozy, lamy, dikobraz, želva ostruhatá. 

## Plakáty
V zooparku se nachází sbírka cirkusových plakátů, která je největší cirkusovou plakátovací plochou v Česku. Plakátů je více než 1000 a nejstarší je z roku 1890.